# بشین پاشو بخند

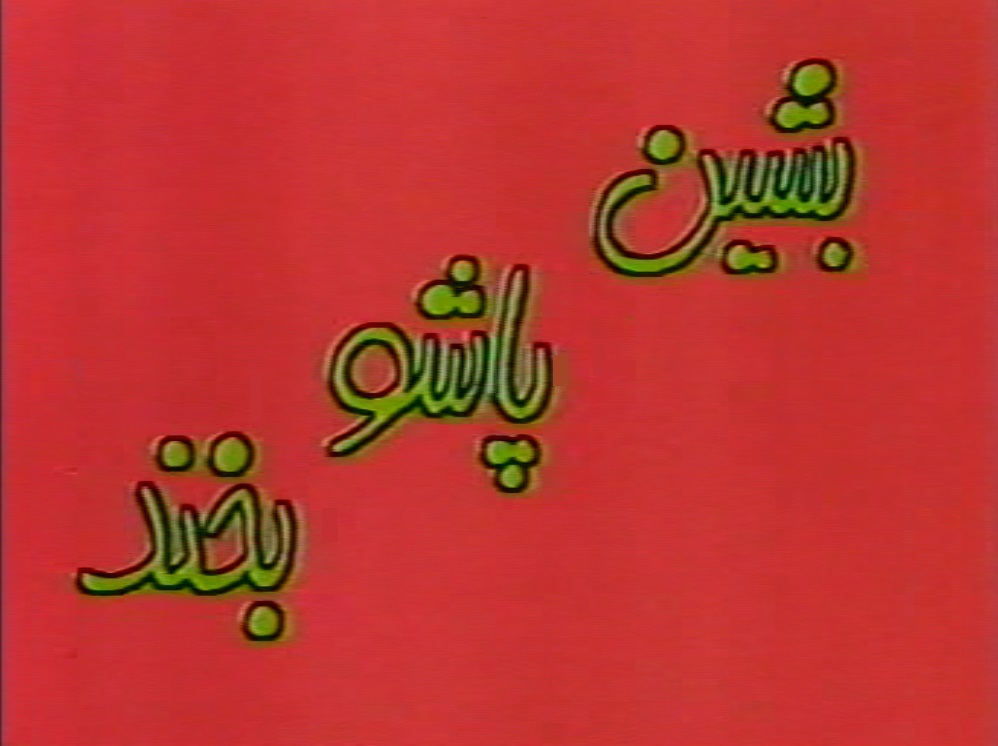
بشین پاشو بخند

بشین، پاشو، بخند عنوان یک برنامهٔ تلویزیونی برای خردسالان و کودکان است که در سال ۱۳۷۶ با اجرا، نویسندگی و کارگردانی علیرضا خمسه و با طراحی و تهیه‌کنندگی اکرم معصومی در گروه کودک و نوجوان شبکه دو سیما تولید شد و در روزهای پنجشنبه ساعت ۱۹ به روی آنتن رفت.

## توضیحات
این برنامه دارای ۲۶ قسمت ۲۰ دقیقه‌ای است که با سه هدف اصلی طراحی و تولید شد.
اهداف
1. هدف عمومی: آموزش در حین تماشای تلویزیون
2. هدف اجتماعی: تشویق خردسالان و کودکان به بازی کردن و فعالیت‌های گروهی و تقویت حس خلاقیت، همکاری و مشارکت
3. هدف اختصاصی: برای ترغیب خردسالان و کودکان به نرمش، انجام حرکات ورزشی و بدنی مورد نیاز سنشان (قبل از دبستان)[۲]

ویژگی این برنامه به‌کارگیری محتوای تأیید شده از نظر استانداردهای علمی ورزشی (دکتر مینودخت میرحیدر و دکتر زهرا معتمدی) برای خردسالان و کودکان بوده‌است. مبنای حرکات ورزشی استفاده شده در این برنامه یوگای خردسالان است.
طراحی فرم و قالب نمایشی موزیکال و ریتمیک باتوجه به محتوا و اهداف برنامه در نظر گرفته شده‌است که همین امر باعث اثرگذاری این برنامه در بین مخاطبین خود گردید.
علیرضا خمسه در گفتگو با خبرگزاری ویستا می‌گوید: «چند سال پیش من برنامه‌ای با عنوان «بشین، باشو، بخند» برای مخاطب خردسال در شبکه دوم ساختم که با مخاطبانش ارتباط خوبی برقرارکرد به‌گونه‌ای که بعدها بسیاری سراغ این برنامه را از من می‌گرفتند. علت موفقیت این برنامه بهره‌گیری از عناصر جذاب مثل: شعر، موسیقی، نمایش، ریتم و حرکت بود. این برنامه قصد داشت مخاطبانش را به تحرک و شادی وادارد. نتیجه می‌گیریم که مهمترین ویژگی ساخت برنامه برای خردسالان استفاده از عناصری است که روانشناسان آن را جذاب و مفید می‌نامند.»

## عوامل تهیه و تولید
| عنوان                      |                                                |
| -------------------------- | ---------------------------------------------- |
| شاعر                       | رضا اشعاری                                     |
| کارشناس                    | دکتر مینودخت میرحیدر                           |
| مشاور                      | دکتر زهرا معتمدی                               |
| طراح حرکات دستیار کارگردان | اصغر فریدی ماسوله                              |
| طراح دکور                  | قباد شیوا                                      |
| اجرای دکور                 | فرشید موثق دستیار دکور: هادی عرج پور           |
| صدابرداران                 | پرویز آبنار محسن منوچهری                       |
| تصویربرداران               | مرتضی ندرلو فرهاد سبکبار اکبر عنبری سهیل محسنی |
| نورپرداز                   | محمد موسوی الحق دستیار نور: رحیم ولی نژاد      |
| منشی صحنه                  | زهرا مزینانی                                   |
| مدیر تولید                 | افشان صالحی                                    |
| برنامه‌ریز                  | فیروزه نیکخو                                   |
| تدوینگر                    | مجید حبیبی                                     |
| طراح لباس                  | پریسا تنکابنی                                  |
| اجرای لباس                 | هادی هاشم‌زاده زهرا فخار میمنت جودوی            |
| گرافیست                    | سیمین شهروان                                   |
| خطاط تیتراژ                | امیرمیرراضی                                    |
| مدیر صحنه                  | حسین گلشن گلباغی                               |
| جلوه‌های ویژه تصویری        | مهرزاد پرداختی                                 |
| دستیاران تهیه              | یاسر صادقی علیرضا هدایتی                       |
| فنی                        | بهزاد عطاخانی مهرزاد پرداختی علیرضا میرحسنی    |
| دیگر عوامل                 | اسدزاده-داوود جلالی-علی ثابت تابش              |